# خورشیدگرفتگی ۱۱ مه ۲۰۴۰
خورشیدگرفتگی ۱۱ مه ۲۰۴۰ (به انگلیسی: Solar eclipse of May 11, 2040) یک خورشیدگرفتگی از نوع خورشیدگرفتگی جزئی است. این خورشیدگرفتگی در تاریخ ۱۱ مه ۲۰۴۰ میلادی (‎۲۲ اردیبهشت ۱۴۱۹ خورشیدی) روی خواهد داد که زمان اوج آن، ساعت ۳:۴۳:۰۲ به‌وقت ساعت هماهنگ جهانی است.